# Edoardo Pecoraio
Edoardo Pecoraio (* 1. September 1910 in Sant’Egidio alla Vibrata, Provinz Teramo; † 9. August 1986) war ein italienischer römisch-katholischer Geistlicher, Erzbischof und Diplomat des Heiligen Stuhls.

## Leben
Edoardo Pecoraio studierte Philosophie und Katholische Theologie an den Priesterseminar in Montalto delle Marche und Fano. Er empfing am 26. Juli 1935 das Sakrament der Priesterweihe.
Nach der Priesterweihe erwarb Edoardo Pecoraio Abschlüsse in Literaturwissenschaft und Rechtswissenschaft. Ab 1938 lehrte er am Priesterseminar in Montalto delle Marche. Während des Zweiten Weltkriegs diente Pecoraio als Militärkaplan. 1947 wurde Edoardo Pecoraio Mitarbeiter der Kongregation De Propaganda Fide und am 30. Oktober 1961 deren Untersekretär. Zudem war er als Referendar für die Apostolische Signatur tätig und nahm als Peritus am Zweiten Vatikanischen Konzil teil.
Am 28. Dezember 1971 ernannte ihn Papst Paul VI. zum Titularbischof von Cumae und zum Apostolischen Nuntius in Malta. Paul VI. spendete ihm am 13. Februar 1972 im Petersdom die Bischofsweihe; Mitkonsekratoren waren der Erzbischof von Utrecht, Bernard Jan Kardinal Alfrink, und der Erzbischof von Armagh, William Kardinal Conway.
1974 trat Edoardo Pecoraio als Apostolischer Nuntius in Malta zurück.